# Cassacco

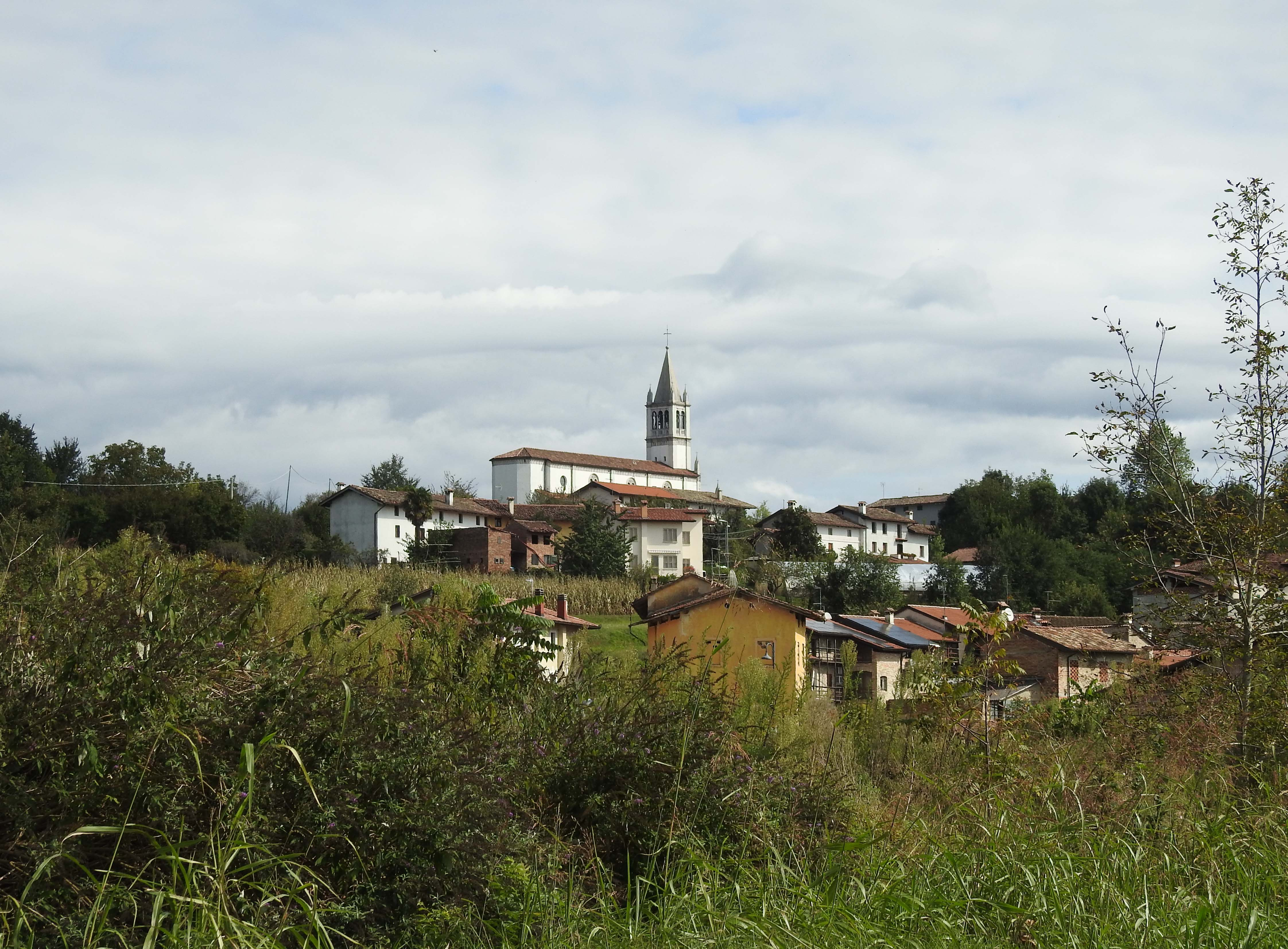
Cassacco von Südwesten

Cassacco (furlanisch Cjassà) ist eine Gemeinde in der Region Friaul-Julisch Venetien in Friaul, Italien.

## Geografie
Cassacco grenzt an die Gemeinden Colloredo di Monte Albano, Magnano in Riviera, Tarcento, Treppo Grande und Tricesimo.

## Einwohnerentwicklung
Die Gemeinde hat 2793 Einwohner (Stand 31. Dezember 2023).

## Partnerstadt
- Glanegg in Österreich